# 里奧布拉沃 (加利福尼亞州)
里奧布拉沃（英語：Rio Bravo）是位於美國加利福尼亞州克恩縣的一個非建制地區。該地的面積和人口皆未知。

## 地理
里奧布拉沃的座標為35°23′23″N 119°17′27″W / 35.38972°N 119.29083°W，而該地的平均海拔高度為97米（即318英尺）。